# Autostrada międzystanowa nr 43
Interstate 43 – autostrada międzystanowa w stanie Wisconsin w USA. Prowadzi z miejscowości Beloit do miasta Green Bay. Długość trasy wynosi 308,27 km.